# Omalus timidus
Omalus timidus (лат. ) — вид ос-блестянок рода Omalus из подсемейства Chrysidinae (триба Elampini). Индия, Китай.

## Описание
Мелкие осы-блестянки с коротким и широким блестящим телом (около 4 мм). От близких видов своего рода отличается коготками, несущими по 4 зубца, и гладким мезоскутумом. Жгутик усика посредине не утолщенный. Жвалы трёхзубчатые. Пунктировка груди не глубокая. Задний край третьего тергита брюшка с вырезкой. Брюшко блестящее. Гнездовые паразиты одиночных ос и пчёл. Вид был впервые описан в 1902 году.